# Lac Kir
Der Lac Kir ist ein 1964 künstlich angelegter See westlich der Stadt Dijon in der französischen Region Bourgogne-Franche-Comté. Im Jahr 1965 wurde der See nach dem Politiker und Kanoniker Félix Kir benannt. Nach selbigem wurde bereits das für die Region bekannte Mischgetränk Kir benannt.

## Lage
Der See erstreckt sich über 37 Hektar und hat eine durchschnittliche Wassertiefe von 3,5 Metern. In der Nähe des Nordufers führt auch die Strecke des TGV nach Dijon vorbei. Für Besucher ist der Lac Kir unter anderem mit dem Pkw über die Straße D 905 oder mit dem öffentlichen Bus der Linie B12 erreichbar. Es existiert ebenso ein 25 km langer Radweg, der vom Lac Kir Richtung Süden führt.

## Freizeitaktivitäten
Der Lac Kir wird von den Bewohnern der Region als Erholungs- und Rückzugsort genutzt. Vor allem in den Sommermonaten kommen auch zahlreiche Touristen an den Ort, um Rad zu fahren, zu joggen oder zu fischen.
2005 wurde der Dijon Plage errichtet. Von Juli bis September kann hier zum Beispiel gebadet oder Beachvolleyball gespielt werden. Zusätzlich findet man rund um den See noch einen Minigolfplatz, Spielplätze für Kinder, Radwege, sowie Tennisplätze und Volleyballfelder.